# Giorgetto Giorgi
Pour les articles homonymes, voir Giorgi.
Giorgetto Giorgi (né à Pavie le 18 novembre 1939) est un critique littéraire dans le domaine de la littérature française et un universitaire italien.

## Biographie
Après avoir terminé ses études scolaires à Paris, il s'installe en Italie avec sa famille et obtient un diplôme de philosophie à l'Université de Pavie en 1962. De 1962 à 1971, il est assistant de l'universitaire francisante Lorenza Maranini. En 1971, il obtient la « libera docenza » de « Langue et littérature françaises ». De 1971 à 1976, il est nommé chargé de cours d' « Histoire de la langue française » à la Faculté des lettres et philosophie de l'Université de Pavie. En 1976, après avoir remporté le concours à un poste de professeur, il est désigné par la Faculté de « Magistero » de l'Université de Turin pour occuper la chaire de « Langue et littérature françaises » succedant à Mario Bonfantini. En 1979, il retourne à Pavie en tant que professeur de « Langue et littérature françaises » (puis, à partir de 2001, de « Littérature française ») de la Faculté des lettres et  philosophie de l'Université de cette ville. Il occupera cette chaire jusqu'en 2010. De 1981 à 1999, il a été doyen de la Faculté des lettres et philosophie de l'Université de Pavie, et de 1988 à 1991 vice-président de la même Université. Depuis 2012, il est professeur émérite.

## Activité
De 1999 à 2004, il a été président de la « Società Universitaria per gli Studi di Lingua e Letteratura Francese ». Rrédacteur en chef de la revue « Il Confronto letterario, Quaderni di Letterature Straniere Moderne e Comparate dell'Università di Pavia » ; membre honoraire de la « Società Universitaria per gli Studi di Lingua e Letteratura Francese » ; il est membre du « Seminario di Filologia Francese » ; membre du « Gruppo di Studio sul Cinquecento Francese » ; membre effectif de l' « Istituto Lombardo. Accademia di Scienze e Lettere » ; chevalier dans l’Ordre des Palmes académiques ; membre correspondant pour l'Italie de la «  Société d'histoire littéraire de la France ».

## Œuvres principales

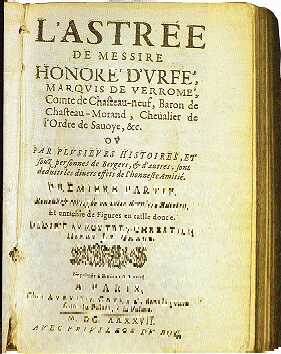
Page de garde d'une édition de L'Astrée d'Honoré d'Urfé, datant du XVIIe siècle

- Page de garde d'une édition de L'Astrée d'Honoré d'Urfé, datant du XVIIe siècleStendhal, Flaubert, Proust (Proposte e orientamenti), Milano-Varese, Istituto Editoriale Cisalpino, 1969, 159 pages[4].
- L’Astrée" di Honoré d’Urfé tra Barocco e Classicismo, Firenze, La Nuova Italia, 100 pages[5].
- Antichità classica e Seicento francese, Roma, Bulzoni, 1987, 124 pages[6].
- Mito, Storia, Scrittura, nell’opera di Marguerite Yourcenar, Milano, Bompiani, 1995, 70 p.  (ISBN 9788845224683)[7].
- Romanzo e poetiche del romanzo nel Seicento francese, Roma, Bulzoni, 2005, 164 p.  (ISBN 9788878700352)[8].
- Épopée et roman dans le Grand Siècle, Paris, Honoré Champion, 2020, 258 p.  (ISBN 9782745352811)[9].

Voir la liste des publications sur le site de la « Società Universitaria per gli Studi di Lingua e Letteratura Francese ».

## Autres publications
- Du Plaisir, La Duchesse d’Estramène, a cura di Giorgetto Giorgi, Roma, Bulzoni, 1978, 207 p.
- Saint-Réal, Don Carlos, Introduzione di Giorgetto Giorgi, a cura di Luciano Carcereri, Venezia, Marsilio, 1997, 186 p.  (ISBN 9788831766111)[11].
- Les poétiques italiennes du “roman”. Simon Fórnari, Jean-Baptiste Giraldi Cinzio, Jean-Baptiste Pigna, traduction, introduction et notes par Giorgetto Giorgi, Paris, Honoré Champion, 2005, 271 p.  (ISBN 9782745311764)[12].
- Les poétiques de l’épopée en France au XVIIe siècle, textes choisis, présentés et annotés par Giorgetto Giorgi, Paris, Honoré Champion, 2016, 578 p.  (ISBN 9782745330864)[13].

## Distinction
En 2014, un volume collectif publié en son honneur comprend 48 contributions d'amis et collègues : Par les siècles et par les genres. Mélanges en l'honneur de Giorgetto Giorgi sous la direction d’Elisabeth Schulze-Busacker et Vittorio Fortunati, Paris, Classiques Garnier, 2014, 828 pages.

## Décorations
Chevalier dans l’Ordre des Palmes académiques.